# Annabelle Boom
Annabelle Boom (* 24. März 1987 in Enschede, Provinz Overijssel, Niederlande) ist eine deutsche Schauspielerin und betreibt als Unternehmerin eine Gastronomie.

## Leben
Boom studierte Wirtschaftspsychologie in Heidelberg und schloss ihr Studium mit dem akademischen Grad Bachelor ab. Parallel machte Boom sich dort mit dem Restaurant Rich ’N Greens in der Gastronomie selbständig.
Boom ist mit ihrem Geschäftspartner Richard Apeldorn liiert. Sie lebt derzeit mit ihrem Freund in Köln. Im August 2020 wurden sie Eltern eines Sohnes.
2011 nahm sie am Casting für die  Doku-Soap Katze sucht Katze im Rahmen der Sendung Daniela Katzenberger – natürlich blond teil, wo es darum ging, eine Nachfolgerin zu finden. Dabei ging sie als Siegerin unter mehreren Tausend Bewerberinnen hervor. Sie hatte ebenfalls einen Auftritt in der Doku-Serie Auf und davon – Mein Auslandstagebuch.
Boom spielte von 2013 bis 2015 in der Reality-Seifenoper Köln 50667 die Rolle der Millionärstochter „Patricia Weideman“.

## Filmografie
- 2011: Daniela Katzenberger – natürlich blond
- 2011: Auf und davon – Mein Auslandstagebuch
- 2013–2015: Köln 50667